# Pueblo bajuni
El pueblo bajuni también es llamado en lengua suajili con los nombres bajun, gunya, badjuni, bagiuni o watikuu. Es un grupo de origen bantú, integrado al conjunto de clanes somalíes y con influencias étnicas árabes. Residen principalmente en las pequeñas islas Bajuni y en las zonas costeras de Kenia y Somalia entre los ríos Tana y Juba. También existen comunidades bajuni en Tanzania. A 2020 se estima que 131.000 personas forman parte del complejo étnico bajuni.
Construían sus comunidades en poblados sobre palafitos. En el pasado participaron en el tráfico esclavista a través de la captura de personas que luego enviaban a los puertos de Mogadiscio, Merca y Brava. Su economía evolucionó hacia la pesca, la agricultura y el comercio, especialmente el marítimo y sus derivados.
Los bajun hablan varios dialectos derivados del somalí y el suajili como el bajuni, que ellos llaman tikuu o también el ki-bajuni. El islamismo de orientación sunita es la religión mayoritaria de la población bajuni.

## Idioma

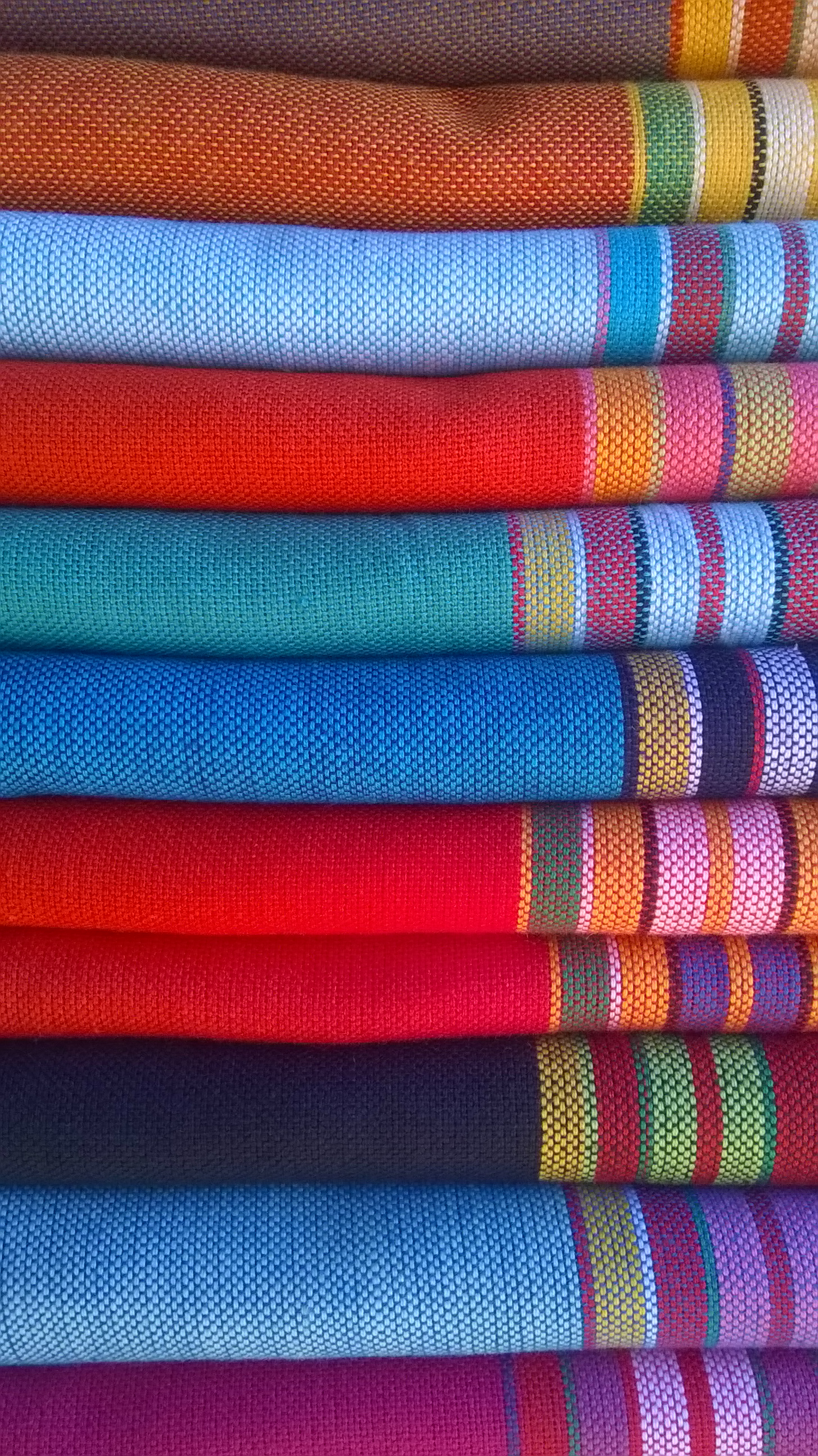
Tejidos Kikoy fabricados en Nairobi

A lo largo de la costa sur de Somalia hay comunidades que hablan dialectos que son variedades del complejo norte de la lengua suajili:
- ki-bajuni se habla a lo largo de parte de la franja costera en la región del tramo bajo del río Jubba y especialmente en la ciudad de Kismaayo.
- Chimwiini se habla en el ciudad de Baraawe (Brava) y a lo largo de la costa adyacente y las islas Bajuni, donde tiende a denominarse bajuni o tikuu.
- Af-bajuni también conocido como mbalazi o chimbalazi. Hablado en las islas Bajuni en el sur de Somalia.

## Historia

### Origen
La población bajuni tiene sus orígenes en la integración de diversos grupos como el jareer (bantúes somalíes) de las zonas costeras, a su vez descendiente de esclavos bantúes capturados por traficantes somalíes y luego libertos. Forman parte de sus ancestros miembros de los grupos de cazadores-recolectores de la zona boscosa con origen Khoisan. Junto a los anteriores se integraron árabes, persas, somalíes e indonesios llegados a la zona. Posteriormente la sociedad bajuni tomó contacto con árabes que comenzaron a llegar a la costa de Kenia para comerciar. Con el tiempo estos comenzaron a establecerse y surgieron casamientos con la población nativa que fue afianzando un proceso de integración cultural. Además de sus habilidades comerciales, el gran legado árabe fue la religión musulmana que fue modelando las costumbres locales.

### SigloXX
Tras la independencia de Somalia (1960) y Kenia (1963) los bajuni reclaman sus derechos a administrar las tierras que habitan desde tiempo ancestrales. El Registro Oficial de la Asamblea Nacional de Kenia (Hansard) contiene varios documentos en ese sentido. Hay un registro oficial, con fecha del 24 de junio al 30 de julio de 1971, que documenta el debate sobre los derechos en tierras tradicionalmente bajuni (Lamu, Kenia) y que recoge las opiniones discrepantes en cuanto a la propiedad. Otro registro oficial, con fecha 28 de mayo al 4 de julio de 1974 , contiene preguntas sobre qué administración tiene jurisdicción sobre las tierras históricas del pueblo bajuni.
Con la caída del gobierno somalí de Muhammed Siad Barre en 1991, el pueblo bajuni experimentó el abandono tanto de los gobiernos de Somalia como de Kenia. Los bajuni se refieren a este período como el de "Los Problemas" (The Troubles). Esta marginación llevó al líder representante del pueblo bajuni a reclamar ante la IGAD (Autoridad Intergubernamental para el Desarrollo de África) los derechos legales de su pueblo en diciembre de 2003.

### SigloXXI
Los problemas políticos y los enfrentamientos civiles que afrontaron Somalia y Kenia a lo largo del siglo XXI mantuvieron la adjudicación de tierras y su formalización sin resolver. En 2007 el gobierno de Kenia comenzó a implementar un proyecto portuario de grandes dimensiones en las islas de Lamu que fue criticado y resistido por los bajuni y las etnias vecinas por implicar la sesión y expropiación de más tierras de su espacio histórico. Aspecto al que unían un reclamo de ser escuchados en los proyectos del gobierno de Kenia sobre espacios de ocupación histórica por parte de la etnia.
Las formas tradicionales de vida del pueblo bajuni resistieron sin demasiadas modificaciones hasta principios del siglo XXI. Sin embargo, tras la declaración de la isla de Lamu como patrimonio de la humanidad la afluencia turística ha aumentado y va transformando los ecosistemas locales. Igualmente Lamu permanece libre de automóviles, a excepción del coche del comisario, un tractor y una ambulancia. Las mercancías y las personas se transportan en barco o en burro y más recientemente en bodaboda, que es un tipo de mototaxi.

## Economía
El contexto isleño o costero del pueblo bajuni ha orientado a la población hacia actividades marítimas como la pesca, el comercio oceánico, la construcción naval y otros oficios de mar. También desarrollan la agricultura. Sus principales alimentos son el coco, el pescado y el arroz.
El agua dulce es difícil de encontrar en la isla. En ocasiones es necesario importar agua para beber y cocinar. La electricidad, los sistemas de alcantarillado y el agua corriente son casi inexistentes en Lamu.

## Sociedad
Sus rutinas diarias están pautadas por los tiempos de la oración islámica, las comidas y un descanso por la tarde. Además de las  legislaciones nacionales que rigen los territorios que ocupan las comunidades bajuni, cada colectivo tiene su kadhi (juez musulmán) que se encarga de las disputas civiles y penales de la comunidad.

### Género
Los varones de la familia mantienen el rol tradicional de trabajar fuera del hogar para conseguir recursos económicos. Por su parte la mujer se mantiene en el ámbito de las actividades domésticas y el cuidado de los hijos.

### Ocio
Las mujeres por lo general salen de la casa solo para visitar parientes o ir al mercado. Actividades que suelen tener lugar a última hora de la tarde, cuando se terminan las tareas del hogar y los niños están jugando. Por su parte los varones suelen reunirse en la mezquita o en espacios orientados a las reuniones masculinas.

### Vestimenta
Los hombres usan el tradicional kikoi keniata, que es una pieza de tela envuelta alrededor de la cintura como una camisa, y correas de goma a modo de calzado en los pies. Las mujeres bajuni usan velos negros que solo dejan ver los ojos. Antiguamente usaban un anillo en el centro de la nariz, un disco de oro en una fosa nasal perforada y varios aretes en la parte superior de las orejas. Hoy en día, estos se consideran pasados de moda.

### Infancia y adolescencia
Los niños se mantienen en el ámbito del hogar hasta los seis o siete años, cuando son enviados a la madrasa. Allí aprenden a leer el Corán, a realizar oraciones y los principios éticos islámicos que regirán sus vidas. En la tradición bajuni los niños son siempre los primeros en hablar cuando saludan a un anciano con un beso en la mano derecha. Un joven siempre se pone de pie para ofrecer su asiento cuando una persona mayor entra en una habitación y siempre es el último en comer. A las niñas se le enseña a cocinar alrededor de los diez años. En la pubertad, ya no se le permite mezclarse con niños que no son de su propia casa y no puede salir de casa sin un acompañante. Cuando sale en público, usa la tradicional prenda buibui negra que cubre su cuerpo.